# کمالیسم
کمالیسم (به ترکی استانبولی: Kemalizm) یا آتاترکیسم (به ترکی استانبولی: Atatürkçülük, Atatürkçü düşünce) یا شش پیکان (به ترکی استانبولی: Altı Ok) یک ایدئولوژی است که کشور ترکیه بر اساس آن پایه‌گذاری شده‌است. کمالیسم، آنچنان‌که توسط مصطفی کمال آتاترک به اجرا درآمد، مجموعه اصلاحات فراگیر سیاسی، اجتماعی، فرهنگی و مذهبی بود که به‌منظور جداسازی دولت نوین ترکیه از سنت عثمانی‌اش و در آغوش کشیدن راه غربیِ زندگی طراحی شده‌بود، و تأسیس دموکراسی،(قابل ذکر است که کمالیسم مخالف با ملی گرایی کردی بوده) برابری سیاسی و مدنی برای زنان، سکولاریسم، حمایت دولتی از علوم و تحصیلات آزاد را شامل می‌شد، که بسیاری از آن‌ها برای نخستین بار در دوران ریاست‌جمهوری آتاترک و در اصلاحات وی در ترکیه معرفی شد.